# Электрический дипольный момент
Электри́ческий дипо́льный моме́нт (ЭДМ) — векторная физическая величина, характеризующая, наряду с полным зарядом (и, реже используемыми, высшими мультипольными моментами), электрические свойства системы заряженных частиц. После полного заряда и положения системы, дипольный момент — главная характеристика конфигурации системы зарядов при наблюдении издали.
Дипольный момент — первый мультипольный момент.

## Определение
Простейшая система зарядов, имеющая определённый (не зависящий от выбора начала координат) ненулевой дипольный момент — диполь (две точечные частицы с одинаковыми по величине разноимёнными зарядами). Электрический дипольный момент такой системы по модулю равен произведению величины положительного заряда на расстояние между зарядами и направлен от отрицательного заряда к положительному, или
{\displaystyle \mathbf {p} =q\mathbf {l} },
где {\displaystyle q} — величина положительного заряда, {\displaystyle \mathbf {l} } — вектор с началом в отрицательном заряде и концом в положительном.
Для системы из {\displaystyle N} частиц электрический дипольный момент равен
{\displaystyle \mathbf {p} =\sum _{i=1}^{N}q_{i}\mathbf {r} _{i}},
где {\displaystyle q_{i}} — заряд частицы с номером {\displaystyle i}, {\displaystyle \mathbf {r} _{i}} — её радиус-вектор, или, если суммировать отдельно по положительным и отрицательным зарядам,
{\displaystyle \mathbf {p} =\sum _{i=1}^{N^{+}}q_{i}^{+}\mathbf {r} _{i}-\sum _{i=1}^{N^{-}}\left|q_{i}^{-}\right|\mathbf {r} _{i}=Q^{+}\mathbf {R} ^{+}-|Q^{-}|\mathbf {R} ^{-}},
где {\displaystyle N^{\pm }} — число положительно/отрицательно заряженных частиц, {\displaystyle N=N^{+}~+N^{-},} {\displaystyle q_{i}^{\pm }} — их заряды, {\displaystyle Q^{+},~\mathbf {R} ^{+},~Q^{-},~\mathbf {R} ^{-}} — суммарные заряды положительной и отрицательной подсистем и радиус-векторы их «центров тяжести».
Электрический дипольный момент нейтральной системы зарядов не зависит от выбора начала координат, а определяется относительным расположением (и величинами) зарядов в системе.
Из определения видно, что дипольный момент аддитивен (дипольный момент наложения нескольких систем зарядов равен просто векторной сумме их дипольных моментов), а в случае нейтральных систем это свойство приобретает ещё более удобную форму в силу изложенного в абзаце выше.
Дипольный момент ненейтральной системы зарядов, вычисленный по приведенной выше формуле, может выбором начала координат быть сделан равным любому наперед заданному числу (например, нулю). Однако, и в этом случае, если мы хотим избежать такого произвола, при желании может быть использована какая-нибудь процедура внесения однозначности (которая будет тоже представлять собой предмет произвольного условного соглашения, но всё же будет формально фиксирована).
Но и при произвольном выборе начала координат (ограничивающемся тем условием, чтобы начало координат находилось внутри данной системы зарядов или, по крайней мере, близко от неё, и уж во всяком случае не попадая в ту область, в которой мы вычисляем дипольную поправку к полю единственного точечного заряда или дипольный член мультипольного разложения) все вычисления (дипольной поправки к потенциалу или напряжённости поля, создаваемого системой, действующий на неё со стороны внешнего поля вращающий момент или дипольная поправка к потенциальной энергии системы во внешнем поле) проходят успешно.
Пример:
Интересной иллюстрацией мог бы быть следующий пример:
Рассмотрим систему, состоящую из единственного точечного заряда {\displaystyle q,} однако начало координат выберем не совпадающим с его положением, хотя и очень близко от него (т.  е. много ближе, чем расстояние, для которого мы хотим вычислить потенциал, создаваемый этой нашей простой системой). Таким образом, радиус-вектор нашего точечного заряда будет {\displaystyle {\vec {r}}_{q};r_{q}\ll r,} где {\displaystyle r} — модуль радиус-вектора точки наблюдения. Тогда формально нулевым приближением будет кулоновский потенциал {\displaystyle \phi _{0}=q/r}; однако это приближение содержит маленькую ошибку за счет того, что на самом деле расстояние от заряда до точки наблюдения не равно {\displaystyle r,} а равно {\displaystyle |\mathbf {r} -\mathbf {r} _{q}|}. Именно эту ошибку в первом порядке (т. е. тоже приближенно, но с лучшей точностью) исправляет добавление потенциала диполя с дипольным моментом, равным {\displaystyle q\mathbf {r} _{q}}.
Наглядно это выглядит так: мы накладываем на заряд {\displaystyle q,} находящийся в начале координат, диполь так, что его отрицательный заряд {\displaystyle -q} в точности попадает на {\displaystyle q} в начале координат и его "уничтожает", а его положительный заряд {\displaystyle (+q)} - попадает в точку {\displaystyle \mathbf {r} _{q},} то есть именно туда, где заряд должен находиться на самом деле — т. е. заряд передвигается из условного начала координат в правильное положение (хотя и близкое к началу координат). Используя суперпозицию дипольной поправки с нулевым приближением {\displaystyle \phi _{0},} мы получаем более точный ответ, т. е. дипольная поправка в нашем примере вызывает эффект, (приближенно) эквивалентный тому, чтобы сдвинуть заряд из условного начала координат в его правильное положение.
Электрический дипольный момент (если он ненулевой) определяет в главном приближении электрическое поле диполя (или любой ограниченной системы с суммарным нулевым зарядом) на большом расстоянии от него, а также воздействие на диполь внешнего электрического поля.
Физический и вычислительный смысл дипольного момента состоит в том, что он даёт поправки первого порядка (чаще всего — малые) в положение каждого заряда системы по отношению к началу координат (которое может быть условным, но приближенно характеризует положение системы в целом — система при этом подразумевается достаточно компактной). Эти поправки входят в него в виде векторной суммы, и везде, где при вычислениях такая конструкция встречается (а в силу принципа суперпозиции и свойства сложения линейных поправок — см. Полный дифференциал — такая ситуация встречается часто), там в формулах оказывается дипольный момент.

## Дипольный момент для атома с квантовой точки зрения
Из квантовой теории известно, что если система была в состоянии {\displaystyle k}, то вероятность найти её в состоянии {\displaystyle l} через время {\displaystyle t} после вынужденного излучательного перехода под действием внешнего поля {\displaystyle E_{0}} частотой {\displaystyle \nu } будет равна
{\displaystyle a_{l}(t)={\cfrac {|d_{kl}|^{2}}{4\pi ^{2}}}\;E_{0}^{2}\;t\;{\cfrac {\sin ^{2}(\pi (\nu -\nu _{0})t)}{\pi (\nu -\nu _{0})t}}}.
Если наблюдать за системой продолжительное время, то последняя дробь в формуле перестаёт зависеть от времени и выражение приведётся к виду
{\displaystyle a_{l}(t)={\cfrac {|d_{kl}|^{2}}{4\pi ^{2}}}\;E_{0}^{2}\;t\;\delta (\nu -\nu _{0})},
где {\displaystyle \delta (\nu -\nu _{0})} — дельта-функция Дирака.
В указанной формуле {\displaystyle d_{kl}} — это элементы матричного оператора дипольного момента {\displaystyle {\hat {d}}} по времени перехода {\displaystyle k\!-\!l}, которые определяются как
{\displaystyle d_{kl}=e\;\int _{V}\Psi _{k}^{*}(x,y,z)\cdot x\cdot \Psi _{l}(x,y,z)\;dV},
где {\displaystyle e} — заряд электрона, {\displaystyle \Psi } — волновая функция (чётная либо нечётная).
В частности, очевидно, что если {\displaystyle k=l}, то интеграл станет равным нулю.
Соответственно, сам матричный оператор дипольного момента представляет собой матрицу размера «количество энергетических уровней, умноженное на количество энергетических уровней», в которой элементы, лежащие на главной диагонали, равны нулю, а не лежащие — в общем случае не равны.

## Электрическое поле диполя
Для фиксированных угловых координат (то есть вдоль радиуса, идущего из центра электрического диполя в бесконечность) напряжённость статического электрического поля диполя или в целом нейтральной системы зарядов, имеющей ненулевой дипольный момент, на больших расстояниях {\displaystyle r} асимптотически приближается к виду {\displaystyle r^{-3},} электрический потенциал приближается к {\displaystyle r^{-2}.} Таким образом, статическое поле диполя убывает на больших расстояниях быстрее, чем поле одиночного заряда, но медленнее, чем поле любого более старшего мультиполя (квадруполя, октуполя и т. д.).
Напряжённость электрического поля и электрический потенциал неподвижного или медленно движущегося диполя (или в целом нейтральной системы зарядов, имеющей ненулевой дипольный момент) с электрическим дипольным моментом {\displaystyle \mathbf {p} } на больших расстояниях в главном приближении выражаются как
в СГСЭ: {\displaystyle \mathbf {E} ={\frac {3\mathbf {n} (\mathbf {n} \cdot \mathbf {p} )-\mathbf {p} }{r^{3}}},\qquad \varphi =-\mathbf {p} \cdot \mathbf {\nabla } {\frac {1}{r}},}
в СИ: {\displaystyle \mathbf {E} ={\frac {3\mathbf {n} (\mathbf {n} \cdot \mathbf {p} )-\mathbf {p} }{4\pi \varepsilon _{0}r^{3}}},\qquad \varphi =-\mathbf {p} \cdot \mathbf {\nabla } {\frac {1}{4\pi \varepsilon _{0}r}}},
где {\displaystyle \mathbf {n} ={\frac {\mathbf {r} }{r}}} — единичный вектор из центра диполя в направлении точки измерения, а точкой обозначено скалярное произведение.
В декартовых координатах, ось {\displaystyle x} которых направлена вдоль вектора дипольного момента, а ось {\displaystyle y} выбрана так, чтобы точка, в которой рассчитывается поле, лежала в плоскости {\displaystyle x,\ y,} компоненты этого поля записываются так:
{\displaystyle E_{x}={\frac {p}{r^{3}}}(3\cos ^{2}\theta -1)},
{\displaystyle E_{y}={\frac {3p}{r^{3}}}\cos \theta \sin \theta },
{\displaystyle E_{z}=0},
где {\displaystyle \theta } — угол между направлением вектора дипольного момента и радиус-вектором в точку наблюдения.
Формулы приведены в системе СГС. В СИ аналогичные формулы отличаются только множителем {\displaystyle {\frac {1}{4\pi \varepsilon _{0}}}}.
Достаточно просты выражения (в том же приближении, тождественно совпадающие с формулами, приведенными выше) для продольной (вдоль радиус-вектора, проведённого от диполя в данную точку) и поперечной компонент напряжённости электрического поля:
{\displaystyle E_{||}={\frac {2p}{r^{3}}}\cos \theta },
{\displaystyle E_{\perp }={\frac {p}{r^{3}}}\sin \theta }.
Третья компонента напряжённости электрического поля — ортогональная плоскости, в которой лежат вектор дипольного момента и радиус-вектор, — всегда равна нулю. Формулы также в СГС; в СИ, как и формулы выше, отличаются лишь множителем {\displaystyle {\frac {1}{4\pi \varepsilon _{0}}}.}
Имеем:
{\displaystyle E_{||}=(\mathbf {E} \cdot \mathbf {n} )={\frac {3(\mathbf {n} \cdot \mathbf {p} )-(\mathbf {n} \cdot \mathbf {p} )}{r^{3}}}={\frac {2(\mathbf {n} \cdot \mathbf {p} )}{r^{3}}}={\frac {2p\cos \theta }{r^{3}}}}.
Теперь:
{\displaystyle \mathbf {E_{\perp }} =\mathbf {E} -\mathbf {n} E_{||}}
Простой также оказывается связь угла между вектором {\displaystyle \mathbf {E} } и радиус-вектором (или вектором {\displaystyle \mathbf {n} }):
{\displaystyle \mathrm {tg} \beta ={\frac {1}{2}}\mathrm {tg} \theta }.
Модуль вектора напряжённости электрического поля (в СГС):
{\displaystyle E={\frac {p}{r^{3}}}{\sqrt {3\cos ^{2}\theta +1}}}.

## Действие поля на диполь
- Во внешнем электрическом поле {\displaystyle \mathbf {E} } на электрический диполь действует момент сил {\displaystyle {\mathbf {p} }\times {\mathbf {E} },} который стремится повернуть его так, чтобы дипольный момент развернулся вдоль направления поля.
- Потенциальная энергия электрического диполя в электрическом поле равна {\displaystyle -{\mathbf {E} }\cdot {\mathbf {p} }}.
- Со стороны неоднородного поля на диполь действует сила (в первом приближении)

{\displaystyle \Sigma _{i}{\frac {\partial {\mathbf {E} }}{\partial x_{i}}}p_{i}}.
Об условиях корректности приближённых (в общем случае) формул данного параграфа — см. ниже.

## Единицы измерения электрического дипольного момента
Системные единицы измерения электрического дипольного момента не имеют специального названия. В Международной системе единиц (СИ) это просто Кл·м.
Электрический дипольный момент молекул принято измерять в дебаях (сокращение — Д):
1 Д = 10−18 единиц СГСЭ момента электрического диполя,
1 Д = 3,33564·10−30 Кл·м.

## Поляризация
Дипольный момент единицы объёма (поляризованной) среды (диэлектрика) называется вектором электрической поляризованности или просто поляризованностью диэлектрика.

## Дипольный момент элементарных частиц
Многие экспериментальные работы посвящены поиску электрического дипольного момента (ЭДМ) фундаментальных и составных элементарных частиц, а именно электронов и нейтронов. Поскольку ЭДМ нарушает как пространственную (Р), так и временну́ю (T) чётность, его значение даёт (при условии ненарушенной СРТ-симметрии) модельно-независимую меру нарушения CP-симметрии в природе. Таким образом, значения ЭДМ дают сильные ограничения на масштаб CP-нарушения, которое может возникать в расширениях Стандартной Модели физики элементарных частиц.
Действительно, многие теории, несовместимые с существующими экспериментальными пределами на ЭДМ частиц, уже были исключены. Стандартная Модель (точнее, её раздел — квантовая хромодинамика) сама по себе допускает гораздо большее значение ЭДМ нейтрона (около 10−8 Д), чем эти пределы, что привело к возникновению так называемой сильной CP-проблеме и вызвало поиски новых гипотетических частиц, таких как аксион.
Текущие эксперименты по поиску ЭДМ частиц достигает чувствительности в диапазоне, где могут проявляться эффекты суперсимметрии. Эти эксперименты дополняют поиск эффектов суперсимметрии на LHC.
В 2018 г. установлено, что ЭДМ электрона не превышает {\displaystyle 1{,}1\cdot 10^{-29}}
e·см, e — элементарный заряд.

## Дипольное приближение
Дипольный член (определяемый дипольным моментом системы или распределения зарядов) является лишь одним из членов бесконечного ряда, называемого мультипольным разложением, дающего при полном суммировании точное значение потенциала или напряжённости поля в точках, находящихся на конечном расстоянии от системы зарядов-источников. В этом смысле дипольный член выступает как равноправный с остальными, в том числе и высшими, членами мультипольного разложения (хотя зачастую он и может давать больший вклад в сумму, чем высшие члены). Этот взгляд на дипольный момент и дипольный вклад в создаваемое системой зарядов электрическое поле обладает существенной теоретической ценностью, но в деталях довольно сложен и довольно далеко выходит за рамки необходимого для понимания существенных физического смысла свойств дипольного момента и большинства областей его использования.
Для прояснения физического смысла дипольного момента, так же как и для большинства его приложений, достаточно ограничиться гораздо более простым подходом — рассматривать дипольное приближение.
Широкое использование дипольного приближения основывается на той ситуации, что очень во многих, в том числе теоретически и практически важных случаях, можно не суммировать весь ряд мультипольного разложения, а ограничиться только низшими его членами — до дипольного включительно. Часто этот подход дает вполне удовлетворительную или даже очень маленькую погрешность.

### Дипольное приближение для системы источников
В электростатике достаточное условие применимости дипольного приближения (в смысле задачи определения электрического потенциала или напряжённости электрического поля, создаваемого системой зарядов, имеющей определённый суммарный заряд и определённый дипольный момент) описывается весьма просто: хорошим это приближение является для областей пространства, удаленных от системы-источника на расстояние {\displaystyle r,} много большее, чем характерный (а лучше — чем максимальный) размер {\displaystyle d} самой этой системы. Таким образом, для условий {\displaystyle r\gg d} дипольное приближение является хорошим.
Если суммарный заряд системы равен нулю, а её дипольный момент нулю не равен, дипольное приближение в своей области применимости является главным приближением, то есть в его области применимости оно описывает основной вклад в электрическое поле. Остальные же вклады при {\displaystyle r\gg d} пренебрежимо малы (если только дипольный момент не оказывается аномально малым, когда квадрупольный, октупольный или высшие мультипольные вклады на каких-то конечных расстояниях могут быть больше или сравнимы с дипольным; это однако достаточно специальный случай).
Если суммарный заряд не равен нулю, главным становится монопольное приближение (нулевое приближение, закон Кулона в чистом виде), а дипольное приближение, являясь следующим, первым, приближением, может играть роль малой поправки к нему. Впрочем, в такой ситуации эта поправка будет очень мала в сравнении с нулевым приближением, если только мы находимся в области пространства, где вообще говоря само дипольное приближение является хорошим. Это несколько снижает его ценность в данном случае (за исключением, правда, ситуаций, описанных чуть ниже), поэтому главной областью применения дипольного приближения приходится признать случай нейтральных в целом систем зарядов.
Существуют ситуации, когда дипольное приближение является хорошим (иногда очень хорошим и в каких-то случаях даже может давать практически точное решение) и при невыполнении условия {\displaystyle r\gg d.} Для этого нужно только чтобы высшие мультипольные моменты (начиная с квадрупольного) обращались в ноль или очень быстро стремились к нулю. Это довольно легко реализуется для некоторых распределенных систем.
В дипольном приближении, если суммарный заряд ноль, вся система зарядов, какой бы она ни была, если только её дипольный момент не ноль, эквивалентна маленькому диполю (в этом случае всегда подразумевается маленький диполь) — в том смысле, что она создает поле, приближённо совпадающее с полем маленького диполя. В этом смысле любую такую систему отождествляют с диполем и к ней могут применяться термины диполь, поле диполя и т. д. В статье выше, даже если это не оговорено явно, всегда можно вместо слова «диполь» поставить слова «нейтральная в целом система, имеющая ненулевой дипольный момент» — но, конечно, вообще говоря, только в случае, если подразумевается выполнение условий корректности дипольного приближения.

### Дипольное приближение для действия внешнего поля на систему зарядов
Идеально дипольное приближение для формул механического момента, создаваемого внешним полем, действующим на диполь, и потенциальной энергии диполя во внешнем поле, работает в случае однородности внешнего поля. В этом случае эти две формулы выполняются точно для любой системы, имеющей определённый дипольный момент, независимо от размера (равенство нулю суммарного её заряда подразумевается).
Границу приемлемости дипольного приближения для этих формул определяет в целом такое условие: разность напряжённости поля в разных точках системы должна быть по модулю много меньше самого значения напряжённости поля. Качественно это означает, что для обеспечения корректности этих формул размеры системы должны быть тем меньше, чем более неоднородно действующее на неё поле.